# الكويت في بطولة العالم لألعاب القوى 2017
الكويت في بطولة العالم لألعاب القوى 2017 هي دور دولة الكويت في بطولة العالم لألعاب القوى 2017 بالمملكة المتحدة في لندن من 4 إلى 13 أغسطس/آب 2017.